# Andrzej Rosiński (historyk)
Andrzej Rosiński (ur. 14 kwietnia 1964 w Łodzi) – polski historyk i dyplomata, autor książek.

## Życiorys
Absolwent Wydziału Historycznego Uniwersytetu Warszawskiego (1990), specjalizacja – historia najnowsza powszechna (sowietologia).
W latach 80. uczestniczył w niezależnym ruchu wydawniczym. Członek Stowarzyszenia Prasy Zagranicznej w Polsce (1991–1995). W latach 90. menedżer w wydawnictwach (Interpress, KAW). W latach 1998–1999 wicekonsul do spraw prawnych we Lwowie.
Jeden z inicjatorów i założycieli, obok Jacka Gerałta i Zbigniewa Misiaka, Towarzystwa Gospodarczego Polska-Ukraina w 1999. W latach 1999–2004 jego I wiceprezes, a od 2004 – prezes.
1 listopada 2002 jeden z uczestników, m.in. obok Jacka Kuronia, pierwszej oficjalnej uroczystości przy mogiłach Orląt Lwowskich i ukraińskich Strzelców Siczowych poległych w wojnie polsko-ukraińskiej 1918–1919. Mszę w ramach uroczystości wspólnie odprawili kardynałowie Marian Jaworski i Lubomyr Huzar. Jeden z inicjatorów, obok Zbigniewa Misiaka, powołania Fundacji dla Cmentarza Łyczakowskiego we Lwowie (2003) i jej urzędujący prezes.
Uczestnik panelu dyskusyjnego „Skuteczny marketing na Wschodzie” podczas III i V Międzynarodowej Konferencji EXPO-Wschód (2005, 2007) w Szkole Głównej Handlowej. Od 2007 członek Stowarzyszenia Wolnego Słowa z rekomendacji Kajusa Augustyniaka i Andrzeja Rosnera.

## Publikacje
- Stalin. Demon zbrodni i zła (cz. 1. 1989, ISBN 8385086000, cz. 2. 1990, ISBN 83-85096-01-9);
- KGB kontra Demianiuk (1990);
- Encyklopedia piwa (1993, ISBN 83-900909-0-2).